# L'Île-d'Yeu

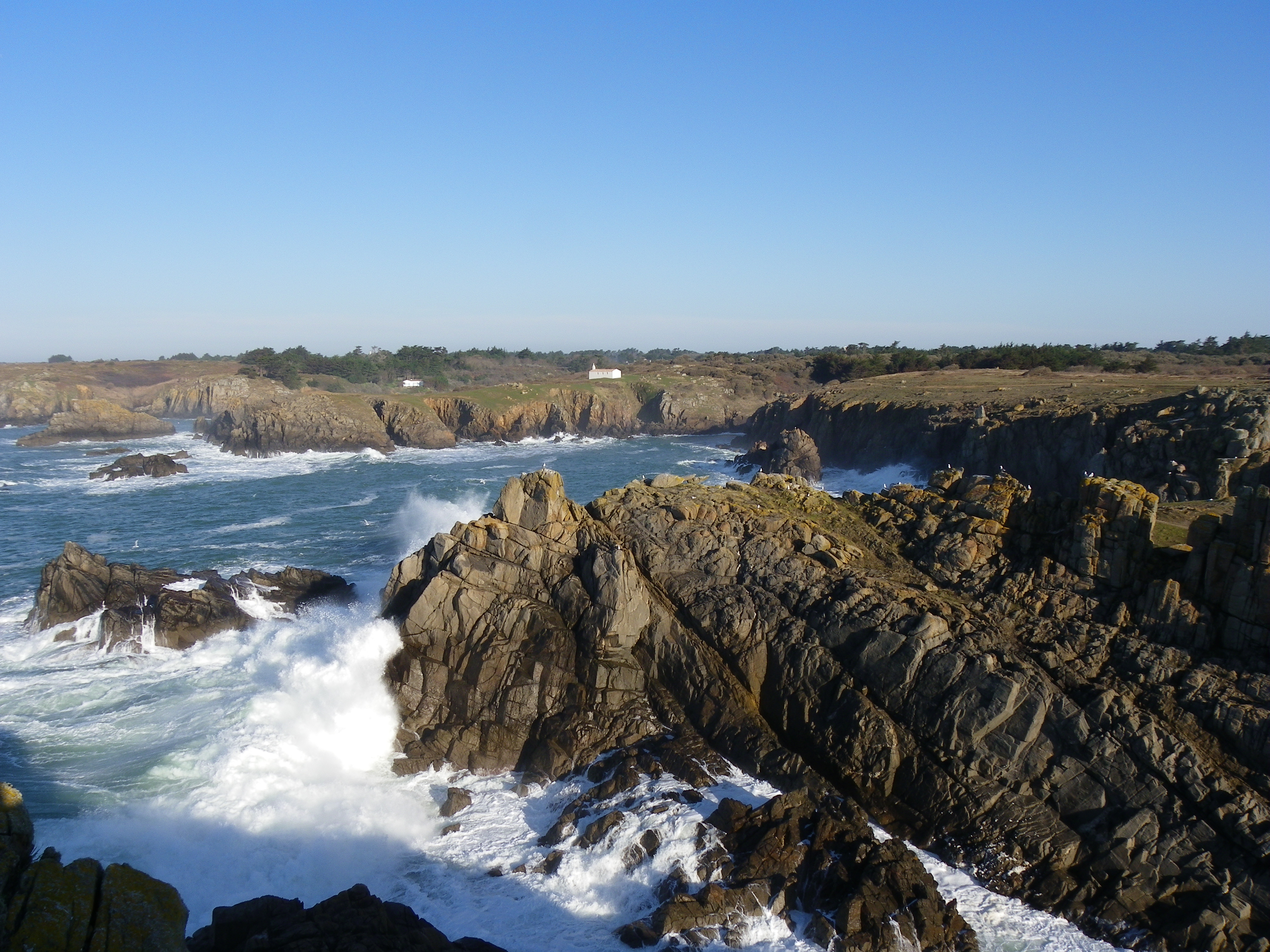
Kuststräcka längs ön.

L'Île-d'Yeu är en ö och kommun i departementet Vendée i regionen Pays de la Loire i västra Frankrike. Kommunen ligger i kantonen L'Île-d'Yeu som tillhör arrondissementet Les Sables-d'Olonne. År 2022 hade L'Île-d'Yeu 4 887 invånare.

## Ön

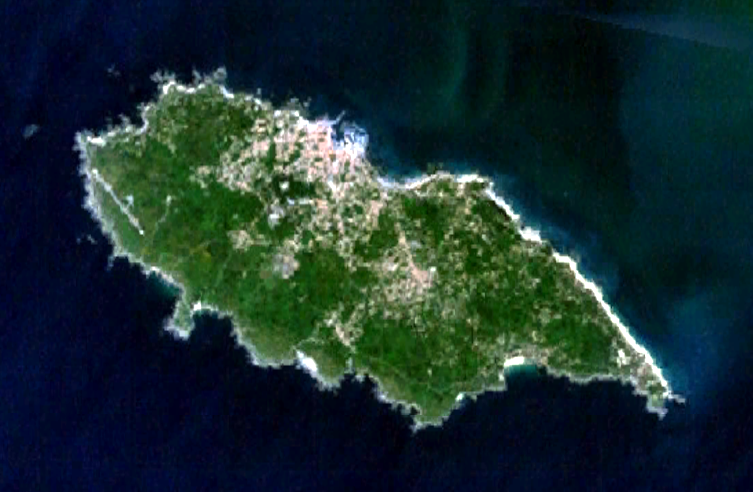
Satellitbild över L'Île-d'Yeu.

Ön L'Île-d'Yeu är omkring 23 km², och är därmed den sjätte största av Frankrikes europeiska öar, efter Korsika, Île d'Oléron, Île de Ré, Belle-Île och Île de Noirmoutier.
Längs den franska atlantkusten är det den femte ön efter Île d'Oléron, Ré, Belle-Île och Île de Noirmoutier.

## Befolkningsutveckling
| Befolkningsutvecklingen i L'Île-d'Yeu 1968–2021 | Befolkningsutvecklingen i L'Île-d'Yeu 1968–2021 | Befolkningsutvecklingen i L'Île-d'Yeu 1968–2021 | Befolkningsutvecklingen i L'Île-d'Yeu 1968–2021 | Befolkningsutvecklingen i L'Île-d'Yeu 1968–2021 |
| ----------------------------------------------- | ----------------------------------------------- | ----------------------------------------------- | ----------------------------------------------- | ----------------------------------------------- |
|                                                 |                                                 |                                                 |                                                 |                                                 |
| År                                              |                                                 |                                                 | Folkmängd                                       |                                                 |
| 1968                                            | 1968                                            |                                                 | 4 786                                           |                                                 |
| 1975                                            | 1975                                            |                                                 | 4 766                                           |                                                 |
| 1982                                            | 1982                                            |                                                 | 4 880                                           |                                                 |
| 1990                                            | 1990                                            |                                                 | 4 941                                           |                                                 |
| 1999                                            | 1999                                            |                                                 | 4 788                                           |                                                 |
| 2007                                            | 2007                                            |                                                 | 4 906                                           |                                                 |
| 2015                                            | 2015                                            |                                                 | 4 771                                           |                                                 |
| 2021                                            | 2021                                            |                                                 | 4 877                                           |                                                 |